# 락원영화관

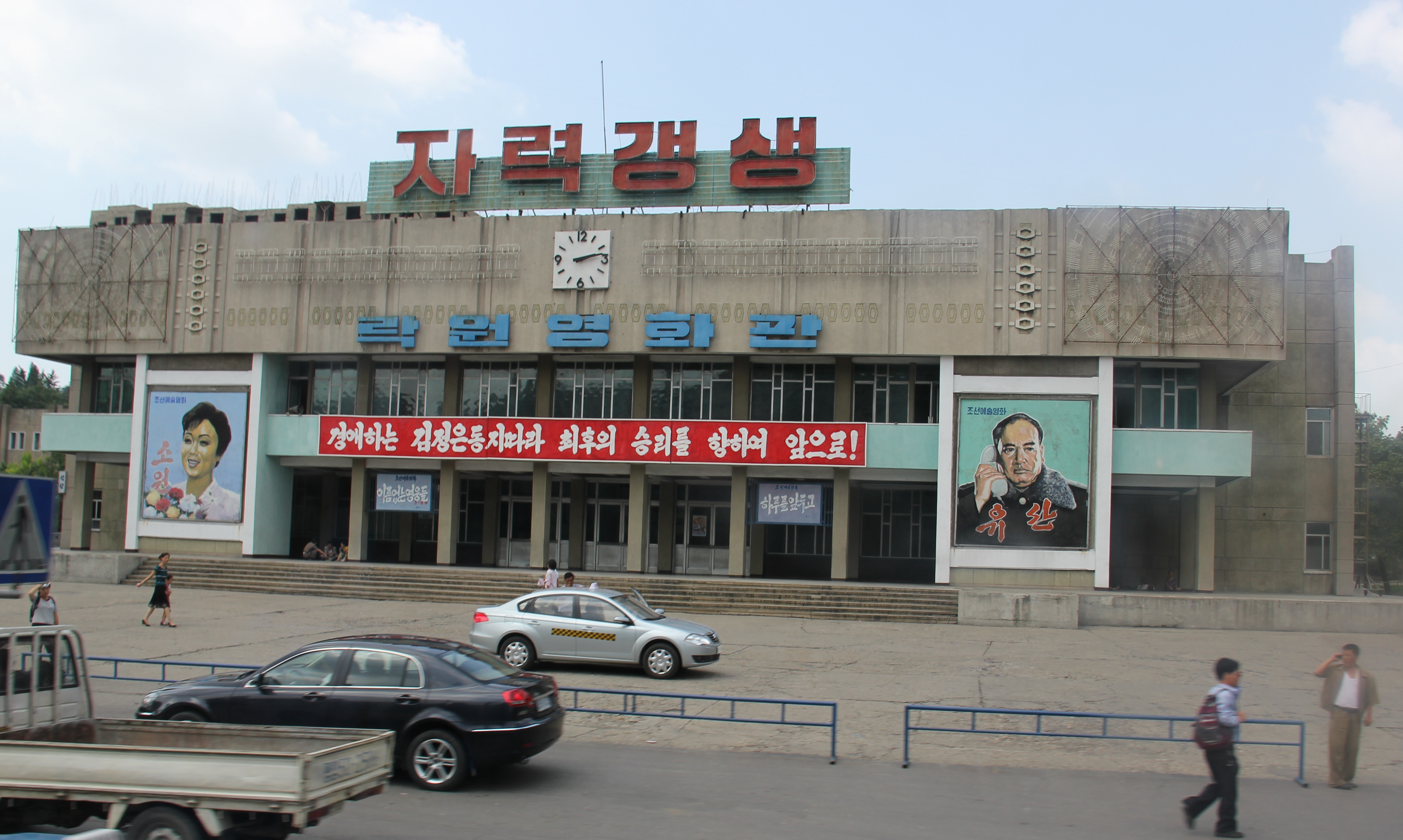
평양시 락원영화관 2012년 8월 모습

락원영화관(樂園映畵館, 영어: Rakwon Cinema)은 조선민주주의인민공화국 평양시 보통강구역 락원거리에 있는 영화관으로 1978년 4월에 문을 열었다.
연건축면적은 4,500m2으로 2개 관람홀이 있으며 총 수용능력은 1,200명인데 이 영화관에서는 전시회도 열리는 것으로 알려졌다. 또한 평양 국제영화축전 기간에는 주요 출품작 영화도 상영된다.

## 같이 보기
- 평양 국제영화축전